# ガストバーナー
ガストバーナーは、日本のロックバンド。名古屋を中心に活動。
2020年に結成。
ex.みそっかすのVo・デストロイはるきちが独断と偏見で”危険なヤツら”を招集した。

## メンバー
- デストロイはるきち（ボーカル）
  - ex.みそっかす
- 加納靖識（ギター）
  - 猫を飼っている。
  - ex.ビレッジマンズストア
- 辻斬りっちゃん（ベース・コーラス）
  - 本業は占い師
  - 愛用しているベースに「ミツコ」という名前を付けている[2]。
  - 酒豪の大食いであり、ステージドリンクは宝焼酎。
- 16ビートはやお（ドラムス）
  - ZOOZ、SALARYMEN、Emu sickS(休止中)でも活動。
  - アザラシが好き。
  - ライブ中は"EIGHT BEAT"とプリントされたTシャツを着用している[3]。
  - 大阪在住のためバンドの拠点である名古屋には数時間かけ電車で通っている。

## プロデューサー
- マイケルTHEドリーム
  - ex.みそっかす